# Арапаймы
Арапаймы (лат. Arapaima) — род тропических пресноводных рыб из семейства аравановых отряда араванообразных. Распространены в водоёмах Южной Америки. В состав рода включают 4 вида. Максимальная длина тела представителей разных видов варьирует от 77,6 до 450 см.

## Систематика
Согласно пятому изданию «Fishes of the World» род относится к подсемейству Heterotidinae семейства аравановых, хотя ряд авторов помещают данный род в отдельное семейство Arapaimaidae.
На январь 2021 года в род включают 4 вида:
- Arapaima agassizii (Valenciennes, 1847)
- Arapaima gigas (Schinz, 1822) — Арапаима, или гигантская арапаима, или бразильская арапаима, или гигантская арапайма, или арапайма
- Arapaima leptosoma Stewart, 2013
- Arapaima mapae (Valenciennes, 1847)

В род также могут включать 5-й вид Arapaima arapaima (Valenciennes, 1847).
Ранее род рассматривали как монотипический с единственным видом Arapaima gigas.